# Vojtanov
Vojtanov (en allemand : Voitersreuth) est une commune du district de Cheb, dans la région de Karlovy Vary, en Tchéquie. Sa population s'élevait à 233 habitants en 2020.

## Géographie
Vojtanov se trouve à 6 km au nord-nord-ouest de Františkovy Lázně, à 11 km au nord-nord-ouest de Cheb, à 41 km à l'ouest-sud-ouest de Karlovy Vary et à 152 km à l'ouest de Prague.
La commune est limitée par l'Allemagne au nord, par Skalná à l'est, par Františkovy Lázně au sud-est, par Poustka au sud-ouest et par Hazlov à l'ouest.

## Histoire
La première mention écrite de la localité date de 1299.